# Sportovní Klub Sigma Olomouc
El SK Sigma Olomouc es un club de fútbol checo de la ciudad de Olomouc en Olomoucký Kraj. Fue fundado en 1919 y juega en la Gambrinus liga. Los colores tradicionales del club son el azul y el blanco y en su palmarés cuentan con una Copa y una Supercopa checas conquistadas en 2012.

## Historia
El club fue fundado en 1919 como FK Hejčín Olomouc y cambió a Sigma Olomouc en 1966, con la entrada del Grupo Sigma como patrocinador principal del club. El equipo checo llegó a los cuartos de final de la Copa de la UEFA 1991-92, su mejor resultado en la competición. En la temporada siguiente, el Sigma venció al Fenerbahçe turco 7-1 en el partido de vuelta de la segunda ronda (7-2 en el global), antes de ser eliminado por la Juventus. El club volvió a clasificarse a la Copa de la UEFA en 1996 después de terminar subcampeón en la Gambrinus liga 1995-96.
El Sigma terminó cuarto en la Gambrinus liga 1998-99 y de nuevo logró la clasificación para competición europea. El club fue multado con 5.000 francos suizos en octubre de 1999 por cánticos racistas en un partido de Copa de la UEFA contra jugadores negros del Real Mallorca.
En agosto de 2011, el club fue multado con cuatro millones de coronas checas y se le restaron nueve puntos como resultado de una investigación de corrupción por parte de la Asociación de Fútbol de la República Checa. El Sigma ganó la Copa checa esa temporada, pero fueron prohibidos por la UEFA a participar en la UEFA Europa League debido a las sanciones de corrupción.
Desde 2011, Olomouc tiene un acuerdo con el FK SAN-JV Šumperk, que actúa como equipo filial.

### Historial de nombres
- 1919 - FK Hejčín Olomouc (Fotbalový klub Hejčín Olomouc)
- 1949 – Sokol MŽ Olomouc (Sokol Moravské železárny Olomouc)
- 1953 – DSO Baník MŹ Olomouc (Dobrovolná sportovní organizace Baník Moravské železárny Olomouc)
- 1960 – TJ MŽ Olomouc (Tělovýchovná jednota Moravské železárny Olomouc)
- 1966 – TJ Sigma MŽ Olomouc (Tělovýchovná jednota Sigma Moravské železárny Olomouc)
- 1979 – TJ Sigma ZTS Olomouc (Tělovýchovná jednota Sigma ZTS Olomouc)
- 1990 – SK Sigma MŽ Olomouc (Sportovní klub Sigma Moravské železárny Olomouc, a.s.)
- 1996 – SK Sigma Olomouc (Sportovní klub Sigma Olomouc, a.s.)

## Jugadores

### Plantilla 2024-25
Actualizado el 29 de julio de 2024

## Palmarés
- Segunda División de la República Checa (2): 2014-15, 2016-17.
- Copa de la República Checa (2): 2011-12, 2024-25
- Supercopa de la República Checa (1): 2012.

## Participación en competiciones de la UEFA
| Temporada | Torneo             | Ronda             | Club                  | Casa | Visita       | Global      |
| --------- | ------------------ | ----------------- | --------------------- | ---- | ------------ | ----------- |
| 1986–87   | UEFA Cup           | 1                 | IFK Göteborg          | 1–1  | 0–4          | 1–5         |
| 1991–92   | UEFA Cup           | 1                 | Bangor                | 3–0  | 3–0          | 6–0         |
| 1991–92   | UEFA Cup           | 2                 | Torpedo Moscow        | 2–0  | 0–0          | 2–0         |
| 1991–92   | UEFA Cup           | 3                 | Hamburgo SV           | 4–1  | 2–1          | 6–2         |
| 1991–92   | UEFA Cup           | 1/4 de Final      | Real Madrid           | 1–1  | 0–1          | 1–2         |
| 1992–93   | UEFA Cup           | 1                 | Universitatea Craiova | 1–0  | 2–1          | 3–1         |
| 1992–93   | UEFA Cup           | 2                 | Fenerbahçe            | 7–1  | 0–1          | 7–2         |
| 1992–93   | UEFA Cup           | 3                 | Juventus              | 1–2  | 0–5          | 1–7         |
| 1996–97   | UEFA Cup           | 1                 | Hutnik Kraków         | 1–0  | 1–3          | 2–3         |
| 1998–99   | UEFA Cup           | 2ª Clasificatoria | Kilmarnock            | 2–0  | 2–0          | 4–0         |
| 1998–99   | UEFA Cup           | 1                 | Marseille             | 2–2  | 0–4          | 2–6         |
| 1999–00   | UEFA Cup           | 1                 | Sheriff Tiraspol      | 0–0  | 1–1          | 1–1 (a)     |
| 1999–00   | UEFA Cup           | 2                 | Real Mallorca         | 1–3  | 0–0          | 1–3         |
| 2000–01   | Intertoto Cup      | 1                 | Araks Ararat          | 1–0  | 2–1          | 3–1         |
| 2000–01   | Intertoto Cup      | 2                 | Velbazhd Kyustendil   | 8–0  | 0–2          | 8–2         |
| 2000–01   | Intertoto Cup      | 3                 | Slaven Belupo         | 2–0  | 1–1          | 3–1         |
| 2000–01   | Intertoto Cup      | Semifinales       | Chmel Blšany          | 3–1  | 0–0          | 3–1         |
| 2000–01   | Intertoto Cup      | Final             | Udinese               | 2–2  | 2–4 (a.e.t.) | 4–6         |
| 2001–02   | UEFA Cup           | 1                 | Celta de Vigo         | 4–3  | 0–4          | 4–7         |
| 2002–03   | UEFA Cup           | Clasificatoria    | FK Sarajevo           | 2–1  | 1–2          | 3–3 (3–5 p) |
| 2004–05   | UEFA Cup           | Clasificatoria    | Nistru Otaci          | 4–0  | 2–1          | 6–1         |
| 2004–05   | UEFA Cup           | 1                 | Real Zaragoza         | 2–3  | 0–1          | 2–4         |
| 2005–06   | Intertoto Cup      | 2                 | Pogoń Szczecin        | 1–0  | 0–0          | 1–0         |
| 2005–06   | Intertoto Cup      | 3                 | Borussia Dortmund     | 0–0  | 1–1          | 1–1 (a)     |
| 2005–06   | Intertoto Cup      | Semifinales       | Hamburgo SV           | 0–1  | 0–3          | 0–4         |
| 2009–10   | UEFA Europa League | 2ª Clasificatoria | Fram                  | 1–1  | 2–0          | 3–1         |
| 2009–10   | UEFA Europa League | 3ª Clasificatoria | Aberdeen              | 3–0  | 5–1          | 8–1         |
| 2009–10   | UEFA Europa League | Playoff           | Everton               | 1–1  | 0–4          | 1–5         |
| 2018–19   | UEFA Europa League | 3ª Clasiticatoria | Kairat                | 2–0  | 2–1          | 4–1         |
| 2018–19   | UEFA Europa League | Playoff           | Sevilla               | 0–1  | 0–3          | 0–4         |

## Historial en liga
| - 1993–Liga de Fútbol de la República Checa |

- Temporadas en la primera división del sistema de ligas: 20
- Temporadas en la segunda división del sistema de ligas: 0
- Temporadas en la tercera división del sistema de ligas: 0
- Temporadas en la cuarta división del sistema de ligas: 0

### República Checa
| Temporada | Liga    | Puesto | PJ | PG | PE | PP | GF | GC | GD  | Pts | Copa                     |
| --------- | ------- | ------ | -- | -- | -- | -- | -- | -- | --- | --- | ------------------------ |
| 1993–1994 | 1. liga | 7º     | 30 | 11 | 13 | 6  | 33 | 31 | +2  | 35  | Cuartos de final         |
| 1994–1995 | 1. liga | 8º     | 30 | 12 | 7  | 11 | 31 | 31 | 0   | 43  | Octavos de final         |
| 1995–1996 | 1. liga | 2º     | 30 | 19 | 4  | 7  | 54 | 33 | +21 | 61  | Octavos de final         |
| 1996–1997 | 1. liga | 8º     | 30 | 10 | 10 | 10 | 36 | 30 | +6  | 40  | Semifinales              |
| 1997–1998 | 1. liga | 3º     | 30 | 16 | 7  | 7  | 38 | 21 | +17 | 55  | Treintaidosavos de final |
| 1998–1999 | 1. liga | 4º     | 30 | 12 | 11 | 7  | 42 | 34 | +8  | 47  | Cuartos de final         |
| 1999–2000 | 1. liga | 12º    | 30 | 7  | 13 | 10 | 31 | 38 | –7  | 34  | Semifinales              |
| 2000–2001 | 1. liga | 3º     | 30 | 14 | 10 | 6  | 47 | 33 | +14 | 52  | Treintaidosavos de final |
| 2001–2002 | 1. liga | 10º    | 30 | 9  | 10 | 11 | 29 | 31 | –2  | 37  | Octavos de final         |
| 2002–2003 | 1. liga | 11º    | 30 | 8  | 10 | 12 | 29 | 33 | –4  | 34  | Octavos de final         |
| 2003–2004 | 1. liga | 3º     | 30 | 16 | 7  | 7  | 43 | 24 | +19 | 55  | Dieciseisavos de final   |
| 2004–2005 | 1. liga | 4º     | 30 | 15 | 6  | 9  | 39 | 34 | +5  | 51  | Treintaidosavos de final |
| 2005–2006 | 1. liga | 9º     | 30 | 10 | 7  | 13 | 34 | 44 | –10 | 37  | Treintaidosavos de final |
| 2006–2007 | 1. liga | 14º    | 30 | 6  | 8  | 16 | 29 | 43 | –14 | 26  | Dieciseisavos de final   |
| 2007–2008 | 1. liga | 11º    | 30 | 8  | 12 | 10 | 20 | 26 | –6  | 36  | Treintaidosavos de final |
| 2008–2009 | 1. liga | 4º     | 30 | 13 | 9  | 8  | 39 | 36 | +3  | 48  | Octavos de final         |
| 2009–2010 | 1. liga | 6º     | 30 | 14 | 5  | 11 | 49 | 36 | +13 | 47  | Semifinales              |
| 2010–2011 | 1. liga | 4º     | 30 | 14 | 5  | 11 | 47 | 29 | +18 | 47  | Subcampeón               |
| 2011–2012 | 1. liga | 11º    | 30 | 11 | 10 | 9  | 42 | 38 | +4  | 34  | Campeón                  |
| 2012–2013 | 1. liga | 5º     | 30 | 13 | 8  | 9  | 38 | 29 | +9  | 47  | Cuartos de final         |
| 2013–2014 | 1. liga | 15º    | 30 | 7  | 8  | 15 | 42 | 60 | −18 | 29  | Octavos de final         |

Notas
1. ↑  Dos puntos por victoria en 1993–94.
2. ↑  Fue sancionado con 9 puntos menos.

## Entrenadores
| - Karel Brückner (1973–79) - Jaroslav Dočkal (1982–83) - Karel Brückner (1983–87) - Jiří Dunaj (1987–89) - Erich Cviertna (1989–90) - Karel Brückner (1990–93) - Vlastimil Palička (1993–94) - Dušan Radolský (1994–95) - Vítězslav Kolda (1995) - Karel Brückner (1995–97) - Milan Bokša (1997–99) - Leoš Kalvoda (interino) (1999) - Dan Matuška (1999) - Petr Žemlík (1999–2000) | - Leoš Kalvoda (2000–01) - Jiří Vaďura (2001–02) - Bohumil Páník (2002) - Jiří Kotrba (2002) - Petr Uličný (2004 – 2006) - Vlastimil Palička (2006) - Vlastimil Petržela (2006 – 2007) - Martin Pulpit (2007–08) - Jiří Fryš (2008) - Zdeněk Psotka (2008 – 2011) - Petr Uličný (2011–12) - Roman Pivarník (2012 – 2013) - Martin Kotůlek (2013–) |